# Linum erigeroides
Linum erigeroides är en linväxtart som beskrevs av A. St.-hil.. Linum erigeroides ingår i släktet linsläktet, och familjen linväxter. Inga underarter finns listade i Catalogue of Life.